# プンタ・バッティスティ
プンタ・バッティスティ（伊: Punta Battisti）は、イタリアの北西部、モンテ・ローザ山群(it:Gruppo del Rosa)に属する山。

## 山小屋
- ザッパ・ザンボーニの山小屋  (it:Rifugio Zappa-Zamboni)  (2,070m)